# L'Écluse (commune)
Pour la ville, voir L'Écluse (Pays-Bas).
L'Écluse (en néerlandais : Sluis) est une commune néerlandaise de la province de Zélande, située dans la partie occidentale de la Flandre zélandaise.
La commune actuelle a été créée le 1er janvier 2003 par la fusion des communes d'Oostburg et de Sluis-Aardenburg. La commune a été nommée en référence à la ville fortifiée et historique de L'Écluse (Sluis en néerlandais), mais le chef-lieu y est Oostburg, où se trouve également la maison communale.
Le 30 novembre 2010, la commune comptait 24 000 habitants, et une superficie de 307,01 km2, dont 26,74 km2 d'étendues d'eau.
L'Écluse fut également le nom d'une ancienne commune plus petite qui a existé jusqu'en 1995 autour de la ville de L'Écluse.

## Histoire

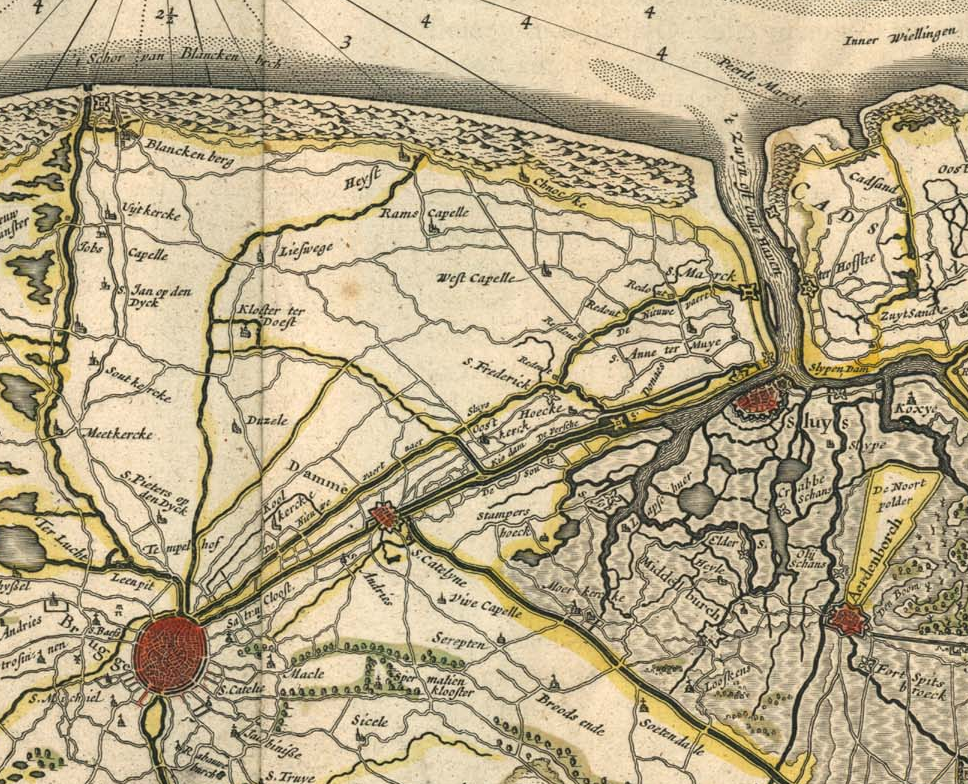
Carte de la Flandre avec le Zwin, 1635, par le cartographe Willem Blaeu.

Lors de la bataille navale de L'Écluse (Sluis en Flandre zélandaise), le 24 juin 1340 le roi anglais Édouard III, prétendant à la couronne de France, anéantit la flotte de son rival, le roi de France Philippe VI de Valois, devant l'estuaire du Zwin, ce bras de mer (de nos jours ensablé) qui menait à Bruges.
Ce fut la première bataille d'importance de la guerre de Cent Ans.